# Temistocle Solera
Temistocle Solera (Ferrare, 25 décembre 1815 - Milan, 21 avril 1878) est un poète et librettiste italien. Il s'est également consacré à la composition musicale et semble avoir eu une expérience de chef d'orchestre.

## Biographie
Solera débute très jeune comme poète et auteur de romans après avoir suivi des études littéraires et musicales. Il est politiquement engagé dans la mouvance « néoguelfiste » (mouvement culturel et politique proche de l'église dont le nom est issu du parti guelfe).
Entre 1840 et 1845, il écrit quatre opéras sur ses propres livrets, sans recueillir le succès espéré.
Il conquiert sa notoriété grâce à sa profitable collaboration avec Giuseppe Verdi pour lequel il écrit les livrets d'Oberto, Conte di San Bonifacio (1839), Nabucco (1842), I Lombardi alla prima crociata (1843), Giovanna d'Arco (1845) et Attila (1846).
Après 1845, il s'installe en Espagne, travaillant pour le monde théâtral de différentes villes, composant un opéra La hermana de Pelayo et un poème historique intitulé La toma de Loiò. Il écrit encore un livret pour Emilio Arrieta, directeur du conservatoire madrilène.
Dans les dernières années de sa vie, il retourne en Italie, s'affairant dans les coulisses de la politique, servant même de courrier entre Napoléon III et Cavour.
Il meurt le jour de Pâques 1878 dans la solitude. Ses funérailles sont célébrées le jour suivant au cimetière monumental de Milan.

## Œuvres
- Ildegonda (1840)
- Il contadino d'Agliate (1841) (seconde version, La fanciulla di Castelguelfo 1842)
- Genio e sventura (1843)
- La hermana de palayo (1845)

## Livrets
- Oberto, Conte di San Bonifacio (Giuseppe Verdi, 1839)
- Gildippe ed Odoardo (Otto Nicolai, 1840)
- I Bonifazi ed i Salinguerra (Achille Graffigna, 1842)
- Galeotto Manfredi (Hermann, 1842)
- Nabucco (Giuseppe Verdi, 1842)
- I Lombardi alla prima crociata (Giuseppe Verdi, 1843)
- Giovanna d'Arco (Giuseppe Verdi, 1845)
- Attila (Giuseppe Verdi, 1846)
- La conquista di Granata (Pascual Juan Emilio Arrieta y Corera, 1850)
- La fanciulla delle Asturie (Benedetto Secchi, 1856)
- Sordello (Antonio Buzzi, 1856)
- Pergolèse (Stefano Ronchetti-Monteviti, 1857)
- Vasconcello (Angelo Villanis; 1858)
- Una notte di festa (Angelo Villanis, 1859)
- L'espiazione (Achille Peri, 1861)
- Zilia (Gaspar Villate, 1877)

## Sources
- (it) Cet article est partiellement ou en totalité issu de l’article de Wikipédia en italien intitulé « Temistocle Solera » (voir la liste des auteurs).